# Chinaco

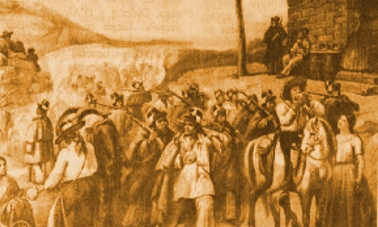
Eine Truppe von Chinacos

Als Chinaco bezeichnete man liberale Guerrilleros in Mexiko zur Zeit zwischen dem Mexikanischen Unabhängigkeitskrieg und der Französischen Intervention in Mexiko. Sie unterschieden sich mit ihrem Mut und ihrer Kühnheit von anderen Kämpfern, gleichzeitig aber auch mit ihrer militärischen Disziplinlosigkeit. Sie gelten in wichtigen Punkten als Vorläufer der Charros.

## Ursprung
Der Chinaco entstammt der mexikanischen Kreolen- und Mestizenschicht, der es zur Zeit der spanischen Besatzung untersagt war, Pferde zu reiten. Durch die Notwendigkeit der ländlichen Arbeiter, Pferde zur Bestellung der Landarbeit zu reiten, wurden die Verbote stückweise gelockert. So waren es die Mestizen, die zuerst Esel und Mulis reiten durften – und später Pferde. Dies verschaffte dem Chinaco großen Respekt.
Die Frau des Chinaco ist die China Poblana.

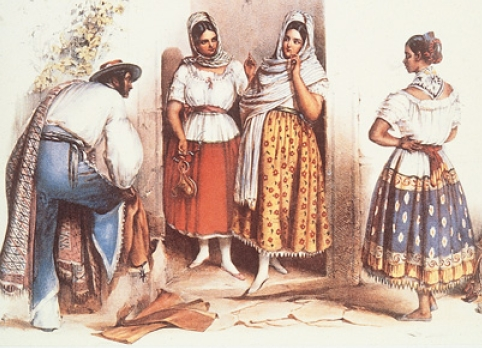
Drei Chinas Poblanas mit einem Chinaco

## Charakteristika
Die Kleidung des Chinaco stammt ähnlich wie die des chilenischen Huaso von der ländlichen Tracht aus Andalusien ab. Wichtige Bestandteile sind:
- Ein Hut, der dem Castoreño ähnlich sieht.
- Unter dem Hut wurde oft ein Kopftuch getragen.
- Eine langbeinige Unterhose. Darüber trägt er eine Hose aus Ziegenleder, die wie bei den späteren Charros an der Seite geknöpft wurde.
- Chinacos, die auf der liberalen Seite kämpften, trugen als Unterscheidungsmerkmal rote Hemden.
- Oft trägt er einen traditionellen Sarape.

## Trivia
- Der mexikanische Volksheld Vicente Guerrero trug wegen seiner bäuerlichen Herkunft für gewöhnlich die Kleidung der Chinacos.